# 3362 خوفو
3362 خوفو هو كويكب قريب من الأرض . تم اكتشافه بواسطة آر. سكوت دنبار و "ماريا أ. باروتشي" من مرصد بالومار في مقاطعة سان دييغو، كاليفورنيا ، في 30 أغسطس 1984. وكان تعيينه المؤقت هو 1984 QA . تم تسميته على اسم خوفو ، فرعون مصري قديم . كان خوفو هو الكويكب الرابع في سلسلة آتون الذي تم ترقيمه .
3362 خوفو هو كويكب خطير محتمل ، لأن مسافة تقاطع مداره الأدنى أقل من 0.05 وحدة فلكية وقطره أكبر من 150 مترًا. أقرب مسافة بينه والأرض 0135و0 وحجة فلكية أي نحو 2020000 كيلومتر . ومن المتوقع أن يتم تحديد مداره بشكل جيد لعدة مئات من السنين القادمة.
يعبر كزيكب خوفو مدارات المريخ والأرض والزهرة ويقترب أيضًا من عطارد . بين عام 1900 إلى عام 2100 سيقترب إلى نحو 0.2 وحدة فلكية إلى عطارد 26 مرة، والزهرة 27 مرة، والأرض 20 مرة، والمريخ 11 مرة.

## روابط خارجية
- الحسابات بواسطة SOLEX
- قالب:NeoDys
- قالب:ESA-SSA
- 3362 خوفو في قاعدة بيانات مختبر الدفع النفاث لأجرام النظام الشمسي الصغيرة

- الاكتشاف · مخطط المدار ·  العناصر المدارية · المعلمات المادية